# USS Nahunta (1872)
USS Nahunta – żaglowy statek handlowy przebudowany na barkę pełnomorską bez napędu. Zbudowana jako „West Point” w stoczni Aitken Mansel, Glasgow w Szkocji w 1872. Nabyta przez US Navy od firmy Luckenbach Steamship Co., Inc. z Nowego Jorku. Wcielona do służby 8 sierpnia 1917.
Barka operowała w rejonie 5 Dystryktu Morskiego (ang. 5th Naval District) do momentu przydzielenia do NOTS 8 sierpnia 1917. Przewożąc węgiel z Norfolk „Nahunta” służyła w rejonie wschodniego wybrzeża USA do 15 sierpnia 1919, gdy została wydzielona z NOTS. Pełniła dalszą służbę w rejonie 5 Dystryktu Morskiego do czasu sprzedaży 2 października 1919. 
Okręt nosił nazwę pochodzącą od miasta Nahunta w stanie Georgia. Barka zachowała swoją starą nazwę po sprzedaży.